# Юлтишка
Юлти́шка (рос. Юлтышка, марій. Юлкыш) — присілок у складі Параньгинського району Марій Ел, Росія. Входить до складу Русько-Ляжмаринського сільського поселення.

## Населення
Населення — 3 особи (2010; 13 у 2002).
Національний склад (станом на 2002 рік):
- марі — 77 %